# Heteroschizomus meambar
Espèce
Synonymes
- Stenochrus meambar Armas & Víquez, 2010

Heteroschizomus meambar est une espèce de schizomides de la famille des Hubbardiidae.

## Distribution
Cette espèce est endémique du département de Comayagua au Honduras. Elle se rencontre dans le parc national Cerro Azul Meambar.

## Description
Le mâle holotype mesure 3,17 mm.

## Étymologie
Son nom d'espèce lui a été donné en référence au lieu de sa découverte, le parc national Cerro Azul Meambar.

## Publication originale
- Armas & Víquez, 2010 : Nuevos Hubbardiidae (Arachnida:Schizomida) de América Central. Boletin de la Sociedad Entomológica Aragonesa, vol. 46, p. 9−21 (texte original).